# La Rivière (Żyronda)
Rivière – miejscowość i gmina we Francji, w regionie Nowa Akwitania, w departamencie Żyronda.
Według danych na rok 1990 gminę zamieszkiwały 322 osoby, a gęstość zaludnienia wynosiła 100 osób/km² (wśród 2290 gmin Akwitanii Rivière plasuje się na 859. miejscu pod względem liczby ludności, natomiast pod względem powierzchni na miejscu 1527.).